# Élections législatives de 1958 dans l'Eure
Les élections législatives françaises de 1958 se déroulent les 23 et 30 novembre 1958. Dans le département de l'Eure, quatre députés sont à élire dans le cadre de quatre circonscriptions.

## Élus
| Circonscription | Député élu      | Parti | Parti   |
| --------------- | --------------- | ----- | ------- |
| 1re             | Jean de Broglie |       | CNIP    |
| 2e              | Jean Lainé      |       | CNIP    |
| 3e              | Rémy Montagne   |       | Modérés |
| 4e              | René Tomasini   |       | UNR     |

## Système électoral
Pour la première fois depuis 1936, les élections législatives ont lieu au scrutin uninominal majoritaire à deux tours dans des circonscriptions uninominales.
Est élu au premier tour le candidat qui réunit la majorité absolue des suffrages exprimés et un nombre de voix au moins égal au quart (25 %) des électeurs inscrits dans la circonscription. Si aucun des candidats ne satisfait ces conditions, un second tour est organisé entre les candidats ayant réuni un nombre de voix au moins égal à 5 % des suffrages exprimés. Au second tour, le candidat arrivé en tête est déclaré élu.
Le seuil de qualification, basé sur un pourcentage relativement faible des suffrages exprimés, tend à faciliter l'accès au second tour de plus de deux candidats. Les candidats en lice au second tour peuvent ainsi fréquemment être trois, un cas de figure appelé « triangulaire ». Lorsque quatre candidats s'affrontent au second tour, on parle de « quadrangulaire ».

## Résultats

### Résultats à l'échelle du département
| Parti          | Parti                                            | Premier tour | Premier tour | Second tour | Second tour | Sièges |
| Parti          | Parti                                            | Voix         | %            | Voix        | %           | Sièges |
| -------------- | ------------------------------------------------ | ------------ | ------------ | ----------- | ----------- | ------ |
|                | Centre national des indépendants et paysans      | 31 575       | 20,03        | 42 350      | 37,62       | 2      |
|                | Modérés                                          | 29 281       | 18,58        | 10 278      | 9,13        | 1      |
|                | Union pour la nouvelle République                | 19 796       | 12,56        | 26 944      | 23,93       | 1      |
|                | Divers droite (gaulliste)                        | 2 224        | 1,41         |             |             | 0      |
|                | Droite parlementaire                             | 82 876       | 52,58        | 79 572      | 70,68       | 4      |
|                |                                                  |              |              |             |             |        |
|                | Parti communiste français                        | 23 585       | 14,96        | 25 104      | 22,30       | 0      |
|                | Section française de l'Internationale ouvrière   | 13 723       | 8,71         | 48          | 0,04        | 0      |
|                | Union des forces démocratiques                   | 12 743       | 8,08         | 3 701       | 3,29        | 0      |
|                | Parti républicain, radical et radical-socialiste | 12 355       | 7,84         | 4 149       | 3,69        | 0      |
|                | Centre républicain                               | 6 994        | 4,44         | Retrait     | Retrait     | 0      |
|                | Mouvement républicain populaire                  | 4 292        | 2,72         | Retrait     | Retrait     | 0      |
|                | Union et fraternité française                    | 1 043        | 0,66         |             |             | 0      |
|                | Divers                                           | 17           | 0,01         | 0           |             |        |
|                |                                                  |              |              |             |             |        |
| Inscrits       | Inscrits                                         | 203 352      | 100,00       | 155 249     | 100,00      | 4      |
| Abstentions    | Abstentions                                      | 40 888       | 20,11        | 37 943      | 24,44       |        |
| Votants        | Votants                                          | 162 464      | 79,89        | 117 306     | 75,56       |        |
| Blancs et nuls | Blancs et nuls                                   | 4 836        | 2,98         | 4 732       | 4,03        |        |
| Exprimés       | Exprimés                                         | 157 628      | 97,02        | 112 574     | 95,97       |        |

### Résultats par circonscription

#### Première circonscription (Évreux)
| Candidat       | Candidat             | Parti                     | Premier tour | Premier tour | Second tour | Second tour |  |
| Candidat       | Candidat             | Parti                     | Voix         | %            | Voix        | %           |  |
| -------------- | -------------------- | ------------------------- | ------------ | ------------ | ----------- | ----------- |  |
|                | Jean de Broglie élu  | CNIP                      | 16 928       | 38,01        | 26 197      | 62,26       |  |
|                | Rolland Plaisance    | PCF                       | 8 029        | 18,03        | 12 129      | 28,83       |  |
|                | Louis Maury          | CR                        | 6 994        | 15,71        | Retrait     | Retrait     |  |
|                | Georges Schiffmacher | SFIO                      | 4 346        | 9,76         | 48          | 0,11        |  |
|                | Ange Vincentelli     | UFD                       | 2 388        | 5,36         | 3 701       | 8,8         |  |
|                | Jean Boutry          | Divers droite (Gaulliste) | 2 224        | 4,99         |             |             |  |
|                | Alfred Damoiseau     | Radsoc                    | 1 838        | 4,13         |             |             |  |
|                | Jacques Gautier      | UNR                       | 1 784        | 4,01         |             |             |  |
|                |                      |                           |              |              |             |             |  |
| Inscrits       | Inscrits             | Inscrits                  | 57 158       | 100,00       | 57 161      | 100,00      |  |
| Abstentions    | Abstentions          | Abstentions               | 11 499       | 20,12        | 13 278      | 23,23       |  |
| Votants        | Votants              | Votants                   | 45 659       | 79,88        | 43 883      | 76,77       |  |
| Blancs et nuls | Blancs et nuls       | Blancs et nuls            | 1 128        | 2,47         | 1 808       | 4,12        |  |
| Exprimés       | Exprimés             | Exprimés                  | 44 531       | 97,53        | 42 075      | 95,88       |  |

#### Deuxième circonscription (Bernay)
| Candidat       | Candidat       | Parti          | Premier tour | Premier tour | Second tour | Second tour |  |
| Candidat       | Candidat       | Parti          | Voix         | %            | Voix        | %           |  |
| -------------- | -------------- | -------------- | ------------ | ------------ | ----------- | ----------- |  |
|                | Jean Lainé élu | CNIP           | 14 647       | 41,75        | 16 153      | 46,8        |  |
|                | Pierre Desprez | Modérés        | 8 825        | 25,16        | 10 278      | 29,78       |  |
|                | Gustave Héon   | Radsoc         | 6 975        | 19,88        | 4 149       | 12,02       |  |
|                | Pierre Stiefel | PCF            | 4 633        | 13,21        | 3 933       | 11,4        |  |
|                |                |                |              |              |             |             |  |
| Inscrits       | Inscrits       | Inscrits       | 47 954       | 100,00       | 47 922      | 100,00      |  |
| Abstentions    | Abstentions    | Abstentions    | 11 484       | 23,95        | 12 716      | 26,53       |  |
| Votants        | Votants        | Votants        | 36 470       | 76,05        | 35 206      | 73,47       |  |
| Blancs et nuls | Blancs et nuls | Blancs et nuls | 1 390        | 3,81         | 693         | 1,97        |  |
| Exprimés       | Exprimés       | Exprimés       | 35 080       | 96,19        | 34 513      | 98,03       |  |

#### Troisième circonscription (Louviers)
|                | Rémy Montagne élu    | Modérés        | 20 456 | 54,9   |  |  |  |
|                | Pierre Mendès France | UFD            | 10 355 | 27,79  |  |  |  |
|                | Jean Champion        | PCF            | 4 516  | 12,12  |  |  |  |
|                | Georges Beuvain      | SFIO           | 1 917  | 5,14   |  |  |  |
|                | Georges Pottier      | Divers         | 17     | 0,05   |  |  |  |
|                |                      |                |        |        |  |  |  |
| Inscrits       | Inscrits             | Inscrits       | 48 043 | 100,00 |  |  |  |
| Abstentions    | Abstentions          | Abstentions    | 9 438  | 19,64  |  |  |  |
| Votants        | Votants              | Votants        | 38 605 | 80,36  |  |  |  |
| Blancs et nuls | Blancs et nuls       | Blancs et nuls | 1 344  | 3,48   |  |  |  |
| Exprimés       | Exprimés             | Exprimés       | 37 261 | 96,52  |  |  |  |

#### Quatrième circonscription (Les Andelys)
| Candidat       | Candidat          | Parti          | Premier tour | Premier tour | Second tour | Second tour |  |
| Candidat       | Candidat          | Parti          | Voix         | %            | Voix        | %           |  |
| -------------- | ----------------- | -------------- | ------------ | ------------ | ----------- | ----------- |  |
|                | René Tomasini élu | UNR            | 18 012       | 44,19        | 26 944      | 74,87       |  |
|                | Georges Azémia    | SFIO           | 7 460        | 18,3         | Retrait     | Retrait     |  |
|                | Georges Allard    | PCF            | 6 407        | 15,72        | 9 042       | 25,13       |  |
|                | Maurice Burette   | MRP            | 4 292        | 10,53        | Retrait     | Retrait     |  |
|                | Albert Forcinal   | Radsoc         | 3 542        | 8,69         | Retrait     | Retrait     |  |
|                | Pierre Biard      | UFF            | 1 043        | 2,56         |             |             |  |
|                |                   |                |              |              |             |             |  |
| Inscrits       | Inscrits          | Inscrits       | 50 197       | 100,00       | 50 166      | 100,00      |  |
| Abstentions    | Abstentions       | Abstentions    | 8 467        | 16,87        | 11 949      | 23,82       |  |
| Votants        | Votants           | Votants        | 41 730       | 83,13        | 38 217      | 76,18       |  |
| Blancs et nuls | Blancs et nuls    | Blancs et nuls | 974          | 2,33         | 2 231       | 5,84        |  |
| Exprimés       | Exprimés          | Exprimés       | 40 756       | 97,67        | 35 986      | 94,16       |  |